# Твоё мирное небо
«Твоё мирное небо» — советский фильм 1984 года режиссёров Владимира Горпенко и Исаака Шмарука.

## Сюжет
Для противодействия новому бомбардировщику США «Блоу» решено создать новый ЗРК «Заслон». Эта сложная задача поставлена главному конструктору КБ — яркой и крупной творческой личности инженеру Михаилу Самарину. Во время первого испытания «Заслона» происходит неудача, но запуск в серийное производство такого комплекса просто не может, не имеет права опоздать…

## В ролях
- Эммануил Виторган — Михаил Самарин, главный конструктор КБ
- Людмила Ярошенко — Татьяна Годунова, специалист по радиоэлектронике
- Константин Степанков — Глазовой, конструктор
- Василий Корзун — маршал Борисов
- Николай Дупак — Хохлов
- Валерий Цветков — генерал Недеин
- Бадри Какабадзе — Гурам
- Сергей Подгорный — Зубков
- Александр Мовчан — Митин

В эпизодах:
- Геннадий Болотов
- Алексей Колесник
- Николай Олейник
- Валерий Панарин
- Игорь Слободской
- Анатолий Соколовский

## Рецензии
- Богомолов Ю. — Взлёты и посадки (Худож. фильмы «Три процента риска» Ленфильм, «Грубая посадка» Узбекфильм, «Твоё мирное небо» к/с им. Довженко) // Советская культура, 17 августа 1985
- Градов Э. — Твоё мирное небо (Об однойм. худож. фильме) // Савайтес экранас. Вильнюс, № 28, 12 июля 1985